# Sector economic
Sectoarele economice reprezintă o clasificare clasică a activității economice ale unui stat (sau teritoriu) care împarte economia în trei sectoare:
- Sectorul primar: se ocupă cu extragerea și producția de materii prime, precum porumbul, cărbunele, lemnul sau fierul. Minerii, agricultorii și pescarii sunt lucrători în sectorul primar.
- Sectorul secundar: se ocupă cu transformarea materiilor prime și intermediare în produse finite, de exemplu, oțelul în automobile sau textilele în îmbrăcăminte. Constructorii și croitorii își desfășoară activitatea în sectorul secundar.
- Sectorul terțiar: se ocupă cu furnizarea de servicii către consumatori și afaceri, cum ar fi servicii de îngrijire a copiilor, cinematografe sau servicii bancare. Comercianții și contabilii activează în sectorul terțiar.

În secolul al XXI-lea, începe a se face distingerea că, dintre acele servicii clasificate inițial ca terțiare, unele pot fi disjunse ca parte a unui nou sector; cuaternar (de exemplu, activitățile legate de cercetare). În unele studii făcute asupra acestui subiect se menționează chiar și un al cincilea sector (quinario), dar definiția oscilează între aceea de al considera ca servicii ale sectoarelor celor mai concentrate ale economiei și cele de administrare (de management de nivel înalt, de exemplu) și, pe de altă parte, conectându-l cu economia domestică și cu reproducerea forței de muncă.
Astfel, în ultimii ani, avându-se în vedere și faptul că prin activitatea sa nu are doar incidență politică, ci, că de asemenea provoacă o creștere a volumului economic, câștigă relevanță acea parte a celui de-al treilea sector, care este formată din ansamblul întrețesutelor entități asociative (organizații non-guvernamentale).
Teoriile economice divizează sectoarele economice în industrii specifice.

## Sectoare de ocupare a forței de muncă.
Sectoarele cele mai strict economice se sub-divid în funcție de diverse criterii: Cele patru sectoare de producție care sunt, de asemenea, numite sectoare de ocupare (a forțelor de muncă), care, la rândul lor, pot fi subdivizate în sectoare parțiale, pe domenii de activitate:
- Sectorul primar: cel care obține produse direct din natură, materii prime, creații, etc
  - sectorul zootehnic
  - sectorul de pescuit (de râuri sau maritim)
  - sectorul minier (minele și exploatările de suprafață)
  - sectorul forestier

- Sectorul secundar: transformarea materiilor prime în produse finite sau semi-finite.
  - sectorul industrial
  - sectorul energetic
  - sectorul minier (de asemenea, considerat ca făcând parte din sectorul secundar, deoarece din domeniul mineritului se pot crea diferite produse).
  - sectorul de construcții.
- Sectorul terțiar este considerat ca sectorul de servicii, deoarece nu produce bunuri concrete, ci servicii.
  - sectorul de transport
  - sectorul comunicațiilor
  - sectorul comercial
  - sectorul turismului
  - sectorul de sănătate
  - sectorul educației
  - sectorul financiar
  - sectorul administrației
- Sectorul cuaternar, produce servicii de înaltă calitate intelectuală, cum ar fi cercetare, dezvoltare, inovare, informare.

## Alte clasificări
- Cele trei sectoare care fac referință la proprietatea asupra mijloacelor de producție:
  - sectorul privat (proprietate privată)
  - sectorul public (proprietate mixtă)
  - sectorul terțiar, cunoscut de asemenea sub numele de economia socială sau de sector cooperativist.
  - sectorul cuaternar este o parte a economiei care se bazează pe cunoaștere (pe știință) și care cuprinde servicii imposibil de mecanizat (precum generarea și inter-schimbarea de informație, tehnologia informației, consultanta, planificarea financiara, educația, cercetarea si dezvoltarea, etc.

- Un sector este împărțit în sub-sectoare.
- Un sub-sector este împărțit în ramuri de activitate.
- Într-o ramura de activitate există diverse activități.
- EXEMPLU: măcelarie:
  - SECTOR: comercial.
  - SUB-SECTOR: comerț cu amănuntul.
  - RAMURA DE ACTIVITATE: comerț cu amănuntul de produse perisabile.
  - ACTIVITATE: vânzare de produse de măcelărie

## ISIC
La nivel internațional, utilizând Clasificarea Internațională Standard aIndustriale (abreviere: ISIC) al organizației Națiunilor Unite.
Pe ea se bazează adaptări, cum este cazul clasificării statistice a activităților economice în Comunitatea Europeană (NACE).
Corespondența între clasificarea sectoarelor și ISIC:
| TEORIA               | PRACTICA  |
| SECTORUL             | SECȚIUNEA |
| SUB-sectorul         | DIVIZIA   |
| RAMURA DE ACTIVITATE | GRUP      |
| ACTIVITATE           | CLASA     |